# Kopanki (rejon kałuski)
Kopanki (ukr. Копанки) – wieś na Ukrainie, w  obwodzie iwanofrankiwskim, w rejonie kałuskim.

## Urodzeni
- Stefan Truchim